# Citoyenneté ålandaise
La citoyenneté régionale ålandaise ou  citoyenneté régionale aalandaise est une qualité juridique particulière de la nationalité finlandaise propre à la province autonome d'Åland.
Selon la loi, les détenteurs de cette citoyenneté peuvent acquérir des terres ou des bâtiments et exercer des opérations commerciales dans les îles Åland. Cette citoyenneté est liée à la résidence dans les îles Åland, et se perd si le citoyen ålandais réside plus de cinq ans hors de l'archipel. Pour récupérer cette citoyenneté, tant pour un Ålandais d'origine que pour un non-Ålandais, il faut vivre (et être enregistré) aux îles Åland pendant cinq ans, être un citoyen finlandais et être en mesure de certifier la maîtrise du suédois.
En ce qui concerne la création d’entreprise dans les îles Åland, la loi exige qu’au moins deux tiers des membres des conseils d’administration des entreprises soient ålandais, mais certaines exceptions sont faites pour les services publics (comme les banques et les compagnies de transport). Un citoyen finlandais qui a déménagé à Åland avant l’âge de douze ans et qui a des droits sur la propriété familiale est exempté du service militaire finlandais.[réf. souhaitée]

## Sources
- (sv) Cet article est partiellement ou en totalité issu de l’article de Wikipédia en suédois intitulé « Åländsk hembygdsrätt » (voir la liste des auteurs).